# Musiktheater im Revier
Musiktheater im Revier (MIR) (Teatro Musicale nella Ruhr) è la sede per l'esecuzione di opere, operette, teatro musicale e balletto a Gelsenkirchen, in Germania. Fu inaugurato il 15 dicembre 1959 e dal 1997 è nella lista dei monumenti culturali protetti.
L'edificio dispone di due sale spettacoli: la Grande Casa (Großes Haus), con 1.008 posti a sedere e circa 200 spettacoli all'anno, e la Piccola Casa (Kleines Haus), con 336 posti a sedere e circa 120 spettacoli annuali. In contrasto con l'aspetto esterno cubico dell'edificio, gli auditori usano un disegno più curvo.

## Progetto
L'edificio è stato progettato dall'architetto tedesco Werner Ruhnau. Il guscio esterno cubico della Grande Casa è formato da una facciata in vetro di 4.500 metri quadri (48.000 ft²), che offre la visione dell'interno e l'involucro cilindrico della sala e delle sue scale, e le due sculture monumentali dell'artista francese Yves Klein.

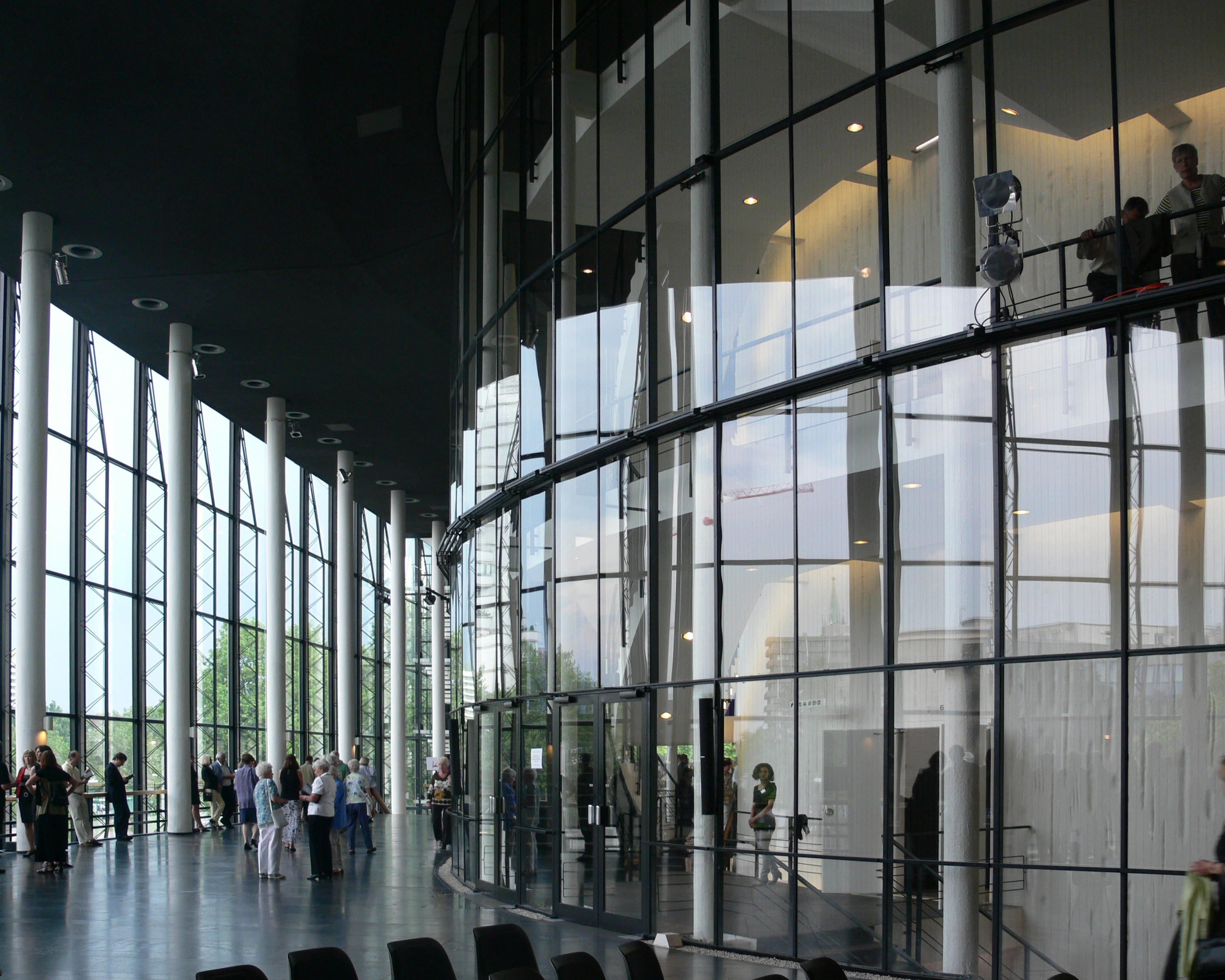
Il Foyer

Sono costituiti da una scultura di una spugna monocromatica in un particolare blu ("Blu Gelsenkirchen"), di 7 × 20 m (23×66 ft), perché l'International Klein Blue di Klein non era adatto per le grandi pareti: la miscela a base di acetone è evaporata, la vernice ha perso aderenza e luminescenza, ed era altamente infiammabile. Un secondo lavoro, leggermente più piccolo, è in bianco e blu. Questi rilievi intensamente blu, che sono visibili dall'esterno attraverso il rivestimento di vetro del palazzo, ispirarono l'artista grafico della città, Uwe Gelesch, per introdurre il blu come colore della Casa di Gelsenkirchen. La Casa Piccola dispone di una scultura mobile di Jean Tinguely. L'edificio è servito come location per il film del 1961 Il miracolo di Padre Malachia di Bernhard Wicki.

## Teatro Musicale

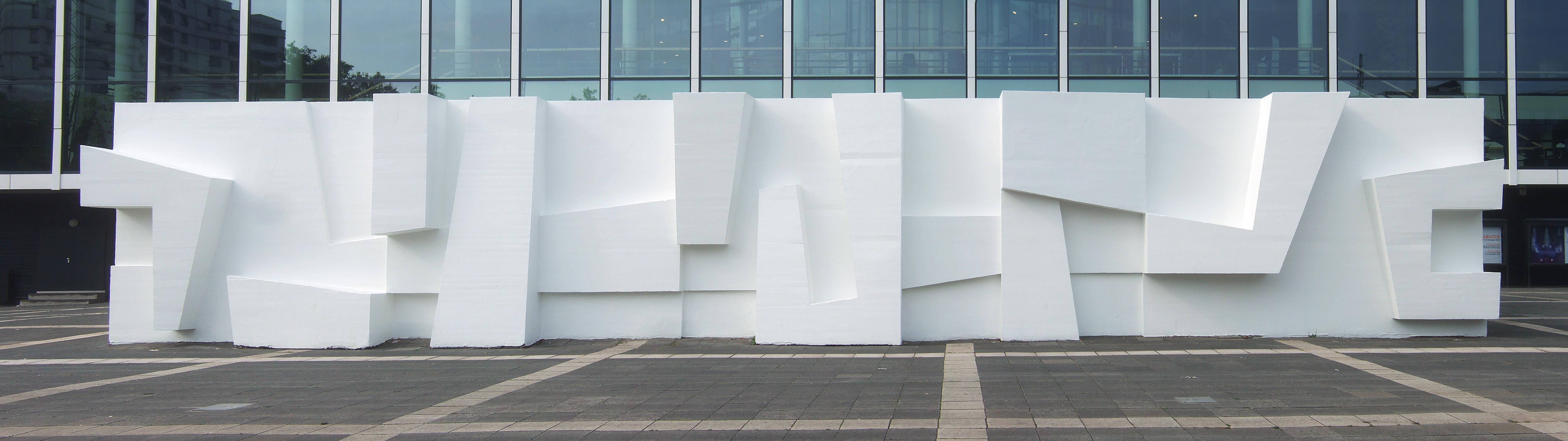
Scultura sulla Casa Grande di Robert Adams

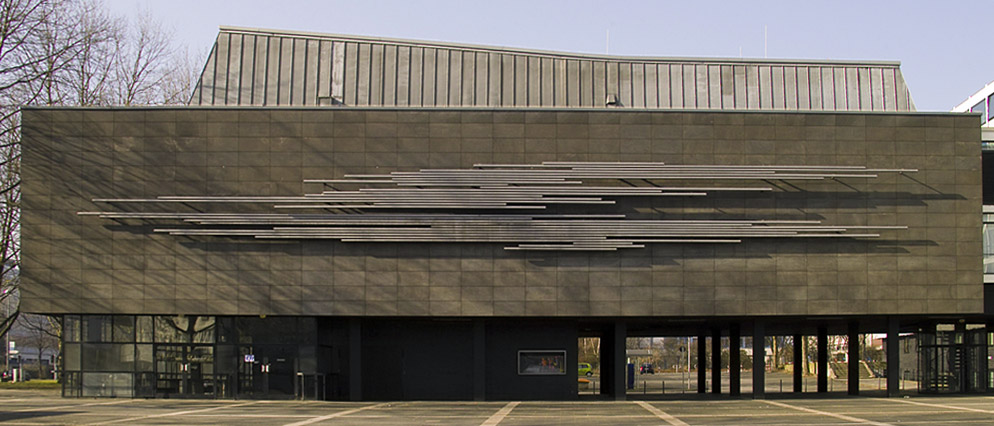
Scultura sulla Cada Piccola di Norbert Kricke

Quando il teatro aprì nel 1959, serviva anche per il teatro di prosa, un tipico tedesco Drei-Sparten-Theater (tre arti dello spettacolo del teatro: opera, balletto, commedie). Le misure di austerità nel 1966/67 costrinsero all'abbandono delle commedie.
Come la maggior parte teatri comunali tedeschi (Stadttheater), il Musiktheater im Revier impiega una propria compagnia d'opera e coro e una compagnia di balletto sotto la direzione di Bridget Breiner. L'orchestra stabile è la Neue Philharmonie Westfalen, la più grande delle tre orchestre statali nella Renania Settentrionale-Vestfalia; Heiko Mathias Förster è il direttore musicale. L'orchestra è finanziata dalle città di Gelsenkirchen e Recklinghausen e dal distretto di Unna.
Nel 1968 il lavoro di Bernd Alois Zimmermann Photoptosis fu presentato in anteprima al Musiktheater im Revier. La prima esecuzione dell'opera Regina del 1899, di Albert Lortzing, che usava il libretto originale del compositore ebbe luogo presso il Mir nel 1998. Il 10 ottobre 2003 l'opera da camera di Alexander Müllenbach Die Todesbrücke (Il Ponte della Morte) vide la sua anteprima qui.
Enjott Schneider nel 2004 compose un musical per l'occasione del 100º anniversario della squadra di calcio FC Schalke 04 (pronunciato: Schalke zero quattro), che fu premiato il 9 maggio 2004. Il titolo Nullvier - Keiner kommt un Gott vorbei! (Nessuno viene dopo Dio!), con un doppio significato fu tradotto dal compositore con: Zeroquattro: Nessuno viene dopo Dio, ma avrebbe potuto essere reso anche con "04 - Nessuno può dribblare Dio!".
Il musical Strike Up the Band di George Gershwin vide la sua prima tedesca al Mir nel 2007, come era stata la produzione in lingua tedesca della sua opera Porgy and Bess nel 1970.